# Phóng sự ảnh
Phóng sự ảnh còn được gọi là Câu chuyện bằng ảnh là một bộ hay một loạt các bức ảnh báo chí dùng để kể một câu chuyện hoặc gợi lên nhiều cảm xúc ở người xem từ những sự kiện có thật. Một phóng sự ảnh thường thể hiện những hình ảnh ở những lát cắt điển hình và sâu sắc. 
Về phần trình bày, phóng sự ảnh trên báo in thường được bố trí vào một trang báo hoặc nhiều trang liên tiếp (phần lớn là hai trang giao nhau trên mặt báo).

## Tác phẩm ảnh trong phóng sự
Ảnh trong phóng sự hoàn toàn là những tác phẩm nhiếp ảnh được chụp bằng phương pháp phóng sự (không có sự can thiệp, sắp đặt của người chụp ảnh) và luôn luôn phải có phần chú thích cụ thể đi kèm bức ảnh để chứng minh tính chân thực của sự việc. Một vài bức ảnh có thể có chú thích chung nếu diễn tả cùng một sự việc nhưng tại những góc nhìn khác nhau.

## Cấu trúc của phóng sự ảnh
Như tất cả các tác phẩm báo chí khác, phóng sự ảnh bao gồm phần tít bài và nội dung tác phẩm. Có thể có hoặc không phần giới thiệu (Sa-pô).
Nội dung của một bài phóng sự ảnh bao gồm 3 phần chính: Tóm tắt nội dung tác phẩm bằng lời, bộ ảnh và chú thích ảnh.

## Trình tự sắp xếp ảnh
Trình tự của một phóng sự ảnh có thể theo diễn biến thời gian, không gian (từ ngoài vào trong) hoặc cảm xúc (được sắp xếp một cách đặc biệt theo ý đồ của tác giả). Ngoài ra, một phóng sự ảnh có thể không tuân theo bất cứ trình tự nào, nghĩa là tác phẩm bao gồm một loạt những bức ảnh không được sắp đặt thứ tự, để có thể xem được tất cả trong một lúc hay được lựa chọn thứ tự bởi chính người xem.

## Phân biệt phóng sự ảnh vàchùm ảnh
Tất cả các phóng sự ảnh có thể coi là một bộ sưu tập các bức ảnh nhưng không phải tất cả các bộ ảnh đều là phóng sự ảnh. Chú ý điều này để phân biệt phóng sự ảnh và chùm ảnh. Có thể hiểu như sau: chùm ảnh cũng gồm nhiều ảnh nhưng hầu như chỉ đưa ra được một lát cắt của sự kiện còn phóng sự ảnh mang nội dung sâu sắc hơn, đôi khi là cả cái tốt và cái xấu.